# کورن‌بلومن‌بلائو
کورنْ‌بلومن‌بلائو (لهستانی: Kornblumenblau) یک فیلم درام لهستانی است که در سال ۱۹۸۹ منتشر شد. این فیلم نمایندهٔ لهستان در رقابت برای جایزه اسکار بهترین فیلم بین‌المللی در شصت و دومین دوره جوایز اسکار بود که به فهرست نهایی منتخبان راه نیافت.

## گزیدهٔ بازیگران
- آدام کامین
- کشیشتف کُلبرگر
- ویسواف وویچیک
- پیوتر اسکیبا
- آندژی گاورونسکی
- آندژی فِـرِنتس
- آندژی نیمیرسکی
- مارچین ترونسکی
- اِوا بواشچیک
- یرژی روگالسکی
- آدریانا بیدژینسکا
- الکساندر میکووایچاک